# Adress Rosenhill (musikalbum)
Adress Rosenhill är ett album från 1986 av svenska dansbandssångaren Stefan Borsch. Skivan nådde Guldskivestatus för mer än 50 000 sålda exemplar. Källa: IFPI

## Låtlista
1. Adress Rosenhill (V.Horton-G.Carje)
2. En annan du, en annan jag (Another you, another me) (B.Andersson-B.Ulveaus-I.Forsman)
3. Jag har en dröm (M.Contra-B.Frisen-K.Almgren)
4. Om du bara vill (You can count on me) (K.Sheerin-B.Håkansson)
5. Du ska icke ge mej rosor (H.J.Jensen-Epe-Roland)
6. Stopp stanna upp (J.Blomqvist-M.Wendt)
7. Bara du just nu (P.Herrey-C.Lundh)
8. Vår bästa tid är nu (J.Herman-T.Rangström)
9. Inga blommor växer på en sjömans grav (L.Clerwall)
10. Det bor en ängel i dej (T.Söderberg)
11. Strangers in the Night (Kaemphert-Singleton-Snyder)
12. Cherio (B.Ljunggren-H.Almqvist-M.Forsberg)
13. Det stormar inte mer (M.Gustafsson)
14. Adagio (L.Holm-I.Forsman)
15. En liten fågel (Ein bisschen frieden) (Siegel-Meinunger-M.Forsberg)
16. Din (Your's) (G.Roig-M.Forsberg)
17. Vid en liten fiskehamn (J.C.Ericsson)
18. Höstguld (Frykman-Söderblom-Paddok)